# Morti nel 672
| Questa pagina contiene informazioni ricavate automaticamente dalle voci biografiche con l'ausilio del template Bio e di un bot. L'aggiornamento è periodico e automatico e ricostruisce completamente la pagina. Se manca una persona in questa lista, sei pregato di non aggiungerla, ma accertati piuttosto che la sua voce biografica contenga il template Bio e che i dati anagrafici siano correttamente compilati. Se il template Bio manca, inseriscilo tu stesso o, in alternativa, metti l'avviso {{tmp\|Bio}} che ne segnala la mancanza. Se i dati riportati sono sbagliati, correggi direttamente la voce biografica; le modifiche saranno visibili in questa lista entro pochi giorni. Per chiarimenti vedi il progetto biografie. La lista contiene solo le 8 persone che sono citate nell'enciclopedia e per le quali è stato implementato correttamente il template Bio. Pagina aggiornata al 10 lug 2025. |

- 7 gennaio - Tenji, imperatore giapponese (n. 626)
- 27 gennaio - Papa Vitaliano, papa, vescovo e santo italiano
- 2 marzo - Chad di Mercia, abate e vescovo britannico
- 21 agosto - Kōbun, imperatore giapponese (n. 648)
- 1º settembre - Reccesvindo, sovrano visigoto
- Ampelio di Milano, arcivescovo e santo italiano
- Abu Musa al-Ash'ari, religioso arabo
- Mu'awiya ibn Hudayj, arabo